# Jaume Honorat Pomar
Jaume Honorat Pomar ( Valencia, hacia el año 1550 - Madrid, 1606 ) fue un médico y botánico valenciano.
Estudió Medicina en la Universidad de Valencia, donde tuvo como profesores a Luís Collado y Joan Plaça . Obtuvo el título de doctor en 1573, y permaneció en la ciudad de Valencia ejerciendo profesionalmente y en permanente relación en el ambiente médico universitario. Ocupó durante cinco años la Cátedra de Anatomía (1574-1578). En el año 1584 fue nombrado titular de la Cátedra de medicamentos simples o hierbas de la Universidad de Valencia, cargo en el que sucedió a Joan Plaça , y que ocupó hasta 1600, cuando fue reemplazado por el también médico y botánico Melchor de Villena y Villa. Se preocupó especialmente de hacer una orientación práctica a la enseñanza, durante la primavera y el verano se hacían salidas a la huerta, al Barranco del Carraixet, a la Devesa, al Barranco de Torrente , a la Marina y a Nuestra Señora de la Murta , una vez al año y durante quince días. Desde su cátedra de la Universidad de Valencia ejerció el cargo de asesor de Felipe II,  un cargo que en 1598 culminó con el nombramiento de " simplicista " regio, uno de los primeros cargos exclusivamente " de re herbaria " creados en Europa. Se le atribuye la autoría del llamado "Códice Pomar", o de la mayor parte de él. Se trata de un manuscrito que incluye descritas un total de doscientas veinticinco especies con ejemplares de plantas y animales de todo tipo, la mayoría de origen europeo, pero también se encuentran animales y plantas de origen africano o asiático, y sobre todo de origen americano, del Nuevo Mundo . Se pueden encontrar especies de plantas con aplicaciones medicinales o decorativas y plantas y animales exóticos.